# Exile (canción de Enya)
«Exile» es una canción de la cantante y compositora irlandesa Enya. Su primera publicación y aparición fue en 1988 en el connotado álbum de Enya Watermark. Posteriormente la canción fue lanzada en un sencillo en 1991 luego de hacer aparición en las películas Green Card y L.A. Story.

## Lista de temas
| Nº | Tema            | Duración |
| -- | --------------- | -------- |
| 1. | "Exile"         | 4:20     |
| 2. | "On Your Shore" | 4:00     |
| 3. | "Watermark"     | 2:25     |
| 4. | "River"         | 3:12     |